# マックス・プランク知的財産法・競争法・租税法研究所
マックス・プランク知的財産法・競争法・租税法研究所（マックス・プランクちてきざいさんほう・きょうそうほう・そぜいほうけんきゅうじょ、Max-Planck-Institut für Geistiges Eigentum, Wettbewerbs- und Steuerrecht）、または、マックス・プランク知的財産研究所（マックス・プランクちてきざいさんけんきゅうじょ、Max-Planck-Institut für Geistiges Eigentum）は、ドイツのミュンヘンに所在する知的財産法、競争法、租税法などに関する研究所。マックス・プランク協会が運営する研究所（マックス・プランク研究所と総称される）のひとつである。

## 概要
本研究所は、知的財産及び競争法、会計及び税制、民法及び商法一般を研究対象としている。このうち、知的財産及び競争法の分野は、地理的に6ユニット、主題によって7ユニットに分けられる。会計及び税制、民法及び商法一般の各分野は、主題によってそれぞれ4ユニットに分けられている。
知的財産に関しては、世界で最も評価が高い研究所のひとつである。現在の所長はヨーゼフ・シュトラウス（w:Joseph Straus）。